# Pseudosinella decui
Pseudosinella decui is een springstaartensoort uit de familie van de Entomobryidae. De wetenschappelijke naam van de soort is voor het eerst geldig gepubliceerd in 1995 door Gruia.